# Ирландская баня
Ирландская баня (её более точное название — римско-ирландская; ирл. teach allais) — модернизированная римская терма. В настоящее время очень популярна в Европе.

## Устройство ирландских бань
В принципе, ирландские бани отапливались почти также, как и римские. Возле помещения бани в земле складывали круглую или четырёхугольную печь со сводами. От неё сначала к подвалу бани, а потом — к полу, проводили подземные каналы. Пол вначале укладывали кирпичными плитами, заливая их раствором песка с известью; после посыпали мелкий булыжник и сверху клали мраморные плиты. Из-за такого устройства пол в бане медленно прогревался, а тепло сохранялось долго. Только, в отличие от терм римлян, ирландские бани не отапливались нефтью.
Горячий воздух в ирландских банях идёт от печи под пол и по специальным трубам вдоль стен.
Ирландская баня разделена на три парильных помещений. Первое — самое холодное (25-27 °C), второе — погорячей (32-35 °C), у человека прошибает пот, и наконец, третье, самое горячее (50-60 °C), устланное кирпичами с отверстиями, из которых поступает много горячего воздуха (но дышится в самой горячей комнате довольно легко — через одну из труб проходит свежий воздух).
Окончание процедуры в ирландской бане «классическое»: вытирают пот с помощью шерстяной перчатки, моются в душе или идут в бассейн, делают массаж.